# 维克托·弗拉蒂尼
维克托·弗拉蒂尼（義大利語：Víctor Frattini，1956年2月19日—），乌拉圭男子篮球运动员。他曾代表乌拉圭获得1984年夏季奥运会男子篮球比赛第六名。他也参加了1982年世界篮球锦标赛。